# Paulo Branco Lima (escritor)
Paulo Branco Lima (Coimbra, 20 de maio de 1976) é um escritor português de origem angolana.

## Biografia
Nasceu em Coimbra a 20 de maio de 1976, filho de um angolano do Lubango e de uma portuguesa de Vila Nova de Poiares. Durante os anos noventa do século XX, licenciou-se em Jornalismo pela Universidade de Coimbra e foi voluntário na Armada, onde prestou serviço no Navio-Escola Sagres. Em 2013 publicou o seu primeiro romance, Origem e Ruína, uma narrativa de raiz cíclica que reconfigura o mito camoniano de Adamastor. A defesa da sua tese de mestrado em Literatura Portuguesa ocorreu em 2017, focada na obra do escritor angolano José Luís Mendonça, sob o título «A Utopia dos Loucos em O Reino das Casuarinas». Já em 2019, Paulo Branco Lima deu à estampa o segundo romance, Peregrinação Crioula, baseado no período da Marinha, na literatura cabo-verdiana e na obra de Fernão Mendes Pinto. Nesse mesmo ano a chancela Aquarela Brasileira Livros publicou uma segunda edição de Origem e Ruína, com uma nova revisão pelo autor, novo grafismo e prefácio de Abílio Hernandez Cardoso.

## Obras publicadas

### Romances
- Origem e Ruína (Chiado), novembro de 2013
- Peregrinação Crioula  (Aquarela Brasileira), maio de 2019

### Artigos académicos
- “Condicionalismos da identidade Kuvale em Vou Lá Visitar Pastores”. In: Revista de Estudos Literários, v.6 (2016): Eça e Machado: Diálogos Transatlânticos. Centro de Literatura Portuguesa, Faculdade de Letras da Universidade de Coimbra.

- “Metalepse e sobrevida da personagem Augusto Pérez em Niebla de Miguel de Unamuno”. In: Dinâmicas da Personagem - Colóquio Internacional "Figuras da Ficção 5". Imprensa da Universidade de Coimbra, março de 2020.